# Occlusiva alveolare sorda
L'occlusiva alveolare sorda è una consonante (o più precisamente, un contoide), rappresentata con il simbolo [t] nell'alfabeto fonetico internazionale (IPA).
Nella lingua italiana tale fono non esiste e il fonema /t/ è realizzato con un'occlusiva dentale sorda.

## Caratteristiche
La consonante occlusiva alveolare sorda presenta le seguenti caratteristiche:
- il suo modo di articolazione è occlusivo, perché questo fono è dovuto all'occlusione del canale orale (la bocca), seguita da un brusco rilascio (esplosione);
- il suo luogo di articolazione è alveolare, perché nel pronunciare tale suono la lingua si accosta agli alveoli;
- è una consonante sorda, in quanto questo suono è prodotto senza vibrazione da parte delle corde vocali.

Nella fonologia generativa tale fonema è formato dalla sequenza dei tratti: +consonantico, -nasale, -compatto, -grave, -sonoro, -continuo, -stridulo.

## Nelle lingue del mondo

### Inglese
In lingua inglese tale fono è reso con la grafia ⟨t⟩:
- stay "stare" [steɪ̯] ascoltaⓘ

Il fonema /t/ all'inizio di una sillaba si pronuncia con aspirazione:
- take "prendere" [tʰeɪ̯k] ascoltaⓘ

### Danese
In danese il fonema /t/ è realizzato con un contoide occlusivo alveolare sordo aspirato e /d/ con un contoide occlusivo alveloare sordo non-aspirato.

### Swahili
In swahili il fonema /t/ è realizzato con un contoide occlusivo alveolare sordo.